# КК Пећ
КК Пећ (алб. KB Peja) је кошаркашки клуб из Пећи. У сезони 2016/17. такмичи се у Суперлиги Косова, Балканској лиги и у ФИБА Купу Европе.

## Историја
Клуб је основан 1993. године. Првак Суперлиге Косова био је шест пута. Трофеј намењен победнику Купа Косова освојио је четири пута.
Од сезоне 2013/14. такмичи се у регионалној Балканској лиги. У сезони 2016/17. први пут је играо у ФИБА Купу Европе, али је елиминисан већ у првој групној фази.

## Успеси

### Национални
- Првенство Косова:
  - Првак (6): 1993, 1994, 1995, 1996, 2004, 2013.

- Куп Косова:
  - Победник (4): 1994, 1997, 2011, 2015.

## Познатији играчи
- Рикардо Марш
- Фредерик Хаус